# Clifford Aboagye
Clifford Aboagye (ur. 11 lutego 1995 w Akrze) – ghański piłkarz występujący na pozycji środkowego pomocnika.
Zdobywca Brązowej Piłki dla trzeciego najlepszego piłkarza Mistrzostwa Świata U-20 2013 (po Paulu Pogbie i Nicolásie Lópezie).